# Campionat del Món de Trial 1991
La temporada de 1991 del Campionat del Món de trial fou la 17a edició d'aquest campionat, organitzat per la FIM. El calendari oficial constava de 12 proves puntuables, celebrades entre el 7 d'abril i el 15 de setembre.
Jordi Tarrés va guanyar el quart dels seus set títols mundials, de nou còmodament després d'obtenir un total de sis victòries i cinc podis a les dotze proves puntuables. En aquesta ocasió, els seus principals oponents van ser Tommi Ahvala i Diego Bosis (que havia canviat aquell any d'Aprilia a Fantic), cadascun d'ells amb dues victòries al llarg de la temporada. Ahvala i Bosis van acabar el campionat empatats a 180 punts i el resultat final s'hagué de decidir pel major nombre de segons llocs, favorable al finlandès per 4-2.
Amb els seus quatre títols, Tarrés esdevingué aquell any el campió més reeixit de la història del campionat, per davant d'Yrjö Vesterinen, Eddy Lejeune i Thierry Michaud, tots ells amb tres títols cadascun.

## Novetats
El quart classificat final fou Donato Miglio, que havia canviat de Fantic a Aprilia (intercanviant, doncs, els papers amb Bosis). Un altre pilot destacat que havia canviat de Fantic a Aprilia aquell any va ser Thierry Michaud, desè classificat final. Per la seva banda, l'espanyol Amós Bilbao va canviar aquell any de Fantic a Gas Gas i va acabar sisè al campionat amb la moto catalana, per darrere de Bruno Camozzi. Takumi Narita, en quedar vuitè amb l'Honda, va esdevenir el primer japonès a classificar-se entre els deu primers al mundial. A més, Narita va tornar a classificar una Honda entre els deu primers des de 1987, en què Eddy Lejeune fou novè amb aquesta marca.
Marc Colomer, a encara no disset anys, va debutar aquell any al mundial amb Montesa i s'hi va classificar onzè després de protagonitzar bones actuacions, especialment un cinquè lloc a Finlàndia.

## Sistema de puntuació
Barem de puntuació a partir de 1984:
| Posició | 1  | 2  | 3  | 4  | 5  | 6  | 7 | 8 | 9 | 10 | 11 | 12 | 13 | 14 | 15 |
| Punts   | 20 | 17 | 15 | 13 | 11 | 10 | 9 | 8 | 7 | 6  | 5  | 4  | 3  | 2  | 1  |

## Calendari
| Ronda | Data           | Prova          | Lloc             | Guanyador     |
| ----- | -------------- | -------------- | ---------------- | ------------- |
| 1     | 7 d'abril      | Luxemburg      | Warken           | Jordi Tarrés  |
| 2     | 21 d'abril     | Gran Bretanya  | Hoghton Tower    | Diego Bosis   |
| 3     | 27 d'abril     | Irlanda        | Kilbroney Park   | Jordi Tarrés  |
| 4     | 26 de maig     | Bèlgica        | Bilstain         | Jordi Tarrés  |
| 5     | 2 de juny      | França         | Cièrp e Gaud     | Diego Bosis   |
| 6     | 8 de juny      | Espanya        | Viella           | Jordi Tarrés  |
| 7     | 23 de juny     | Polònia        | Szklarska Poręba | Donato Miglio |
| 8     | 30 de juny     | Àustria        | Markt Piesting   | Bruno Camozzi |
| 9     | 7 de juliol    | Itàlia         | Cervinia         | Jordi Tarrés  |
| 10    | 25 d'agost     | Finlàndia      | Korpilampi       | Tommi Ahvala  |
| 11    | 1 de setembre  | Suècia         | Partille         | Jordi Tarrés  |
| 12    | 15 de setembre | Txecoslovàquia | Nepomuk          | Tommi Ahvala  |

Notes
1. ↑  A Hoghton, Lancashire
2. ↑  A Rostrevor, Comtat de Down
3. ↑  A la Baixa Àustria
4. ↑  A Espoo, Finlàndia del Sud

## Classificació final
| Posició | Pilot              | Motocicleta | Punts |
| ------- | ------------------ | ----------- | ----- |
| 1       | Jordi Tarrés       | Beta        | 212   |
| 2       | Tommi Ahvala       | Aprilia     | 180   |
| 3       | Diego Bosis        | Fantic      | 180   |
| 4       | Donato Miglio      | Aprilia     | 167   |
| 5       | Bruno Camozzi      | Fantic      | 141   |
| 6       | Amós Bilbao        | Gas Gas     | 110   |
| 7       | Philippe Berlatier | Beta        | 109   |
| 8       | Takumi Narita      | Honda       | 76    |
| 9       | Thierry Girard     | Alpha       | 73    |
| 10      | Thierry Michaud    | Aprilia     | 57    |
| 11      | Marc Colomer       | Montesa     | 49    |
|         |                    |             |       |
| 17      | Lluís Gallach      | Alfer       | 12    |
|         |                    |             |       |
| 20      | Gabino Renales     | Montesa     | 7     |